# گچ‌بال
گچ‌بال (نام علمی: Cimolopteryx) نام یک سرده از راسته سلیم‌سانان است.